# Siparmahan
Siparmahan is een bestuurslaag in het regentschap Samosir van de provincie Noord-Sumatra, Indonesië. Siparmahan telt 872 inwoners (volkstelling 2010).